# Лукин, Дмитрий Александрович
Дми́трий Алекса́ндрович Луки́н (1770, Курск — 1 июля 1807, Эгейское море) — морской офицер Российской империи, кавалер ордена Святого Георгия IV степени, человек необычайной силы.

## Биография
Родился в Курске, рано осиротел, оставшись на попечении дяди, который мало заботился о воспитании племянника. Проживал в деревне вместе со своим крепостным и другом, Ильей Ивановичем Байковым. После ходатайства дяди по распоряжению генерал-адмирала великого князя Павла Петровича Дмитрий Лукин был принят в Морской корпус. По приезде в Петербург дал Илье Байкову вольную, впоследствии тот стал лейб-кучером императора Александра I, но Байков и Лукин продолжали поддерживать дружеские отношения.
В 1785 году Лукин был произведён в гардемарины, спустя 2 года стал мичманом. В 1790 году проходя службу на фрегате «Брячислав» принимал участие в Красногорском и Выборгском сражениях, за что был произведён в капитан-лейтенанты. Участвовал в высадке десанта на территорию Голландии, «за проявленную расторопность» был награждён орденом Святой Анны III степени.
Слишком рано получив свободу и независимость, лишённый родительского контроля, Лукин предавался всем страстям жизни так, что вскоре за долги лишился половины наследства. Только женитьба на обеспеченной девушке Ван дер Флит исправила положение дел. Будучи вполне благоразумной и умелой хозяйкой, она сумела сохранить оставшуюся у супруга половину имения для его детей.
В 1801 году получил звание капитана 2-го ранга и назначение командиром линейного корабля «Рафаил». В 1802 году за 18 морских кампаний был награждён орденом Святого Георгия IV степени. В 1803 году за спасение севшего на мель корабля «Ретвизан» награждён орденом Святого Владимира IV степени.
После начала русско-турецкой войны 1806—1812 года «Рафаил», выйдя из Кронштадта, пришёл в начале февраля 1807 в Адриатическое море, где вошёл в состав эскадры вице-адмирала Д. Н. Сенявина (см. Вторая Архипелагская экспедиция). В ходе кампании в мае Дмитрий Лукин командовал десантом на острове Лемнос. 19 июня 1807 года, находясь в Эгейском море, русская эскадра обнаружила турецкий флот у острова Лемнос и начала сближение с ним, преграждая пути отхода к Дарданеллам. Так началось Афонское сражение. 80-пушечный «Рафаил» под руководством Дмитрия Лукина шёл впереди. Совместно с корветом «Сильный» он атаковал 120-пушечный корабль «Мессудие» («Счастье») под флагом капудан-паши Сеид-Али. Выйдя на пистолетный выстрел, «Рафаил» открыл огонь из пушек, в которые было заложено по два ядра. Разрушения заставили «Мессудие» выйти из линии турецких кораблей, однако «Сильный» не выполнил предписание Лукина и не смог помешать турецкому флагману вернуться в боевой порядок. Сам же «Рафаил» из-за серьёзных повреждений такелажа более не мог удержаться на курсе, он прорезал строй турецких кораблей, приблизился к турецким кораблям вплотную так, что дело чуть не дошло до абордажа, и сковал их боем. Именно на «Рафаиле» сосредоточился огонь противника, что дало возможность остальным русским кораблям успешно маневрируя и практически без потерь обстреливать турецкие корабли и не подпускать турецкие подкрепления к месту сражения.
Спустя 2 часа после начала сражения все турецкие флагманы вышли из строя, и турецкий флот начал беспорядочно отступать, потеряв в итоге 8 кораблей из 20. Российские потери составили 77 человек убитыми, в основном среди команды «Рафаила». Среди них был и капитан корабля Дмитрий Александрович Лукин. По свидетельству Павла Панафидина, он исполнил приказ капитана, отданный ему и брату Захару поднять на место сбитый противником кормовой Андреевский флаг, но доложить об этом уже не успел, капитана ударило турецким ядром в грудь, разорвав пополам, так что даже офицерский кортик был переломлен.
Дмитрий Лукин был похоронен в море ввиду горы Афон со всеми воинскими почестями. Его тело опустили в воду, положив под голову большую пуховую подушку. Но прикрепили к ногам не очень много груза и голова осталась на поверхности воды. Команда, искренне любившая своего командира, закричала «батюшка Дмитрий Александрович и мёртвый не хочет нас оставить». И весь экипаж плакал, провожая своего капитана, пока намокшая подушка не скрылась под водой. Павел Панафидин так писал:
Мир тебе, почтенный, храбрый начальник! Я всем моим знанием обязан тебе и с самого выхода из корпуса 5 лет служил вместе! Я знал твое доброе благородное сердце и во все время службы моей не был обижен несправедливостью. Тебе много приписывали неправды, твой откровенный характер был для тебя вреден, и твоя богатырская сила ужасала тех, которые тебя не знали. Я, брат, лейтенант Макаров служили все время, и ни один из нас никогда не был оскорблен, — даже а в те минуты, когда, в дружеской беседе, он предавался воле своего характера от излишества вина. Он всегда с нами был вежлив, оттого что мы помнили, что он старше нас летами, чином и не могли быть товарищами. 
По воспоминаниям современников Дмитрий Лукин помимо того, что был отважным и умелым моряком, был неплохим поэтом.

## Семья
Дмитрий Лукин был женат на внучке голландского эмигранта Анастасии Ефремовне Ван-дер-Флит, от брака с которой у него было трое детей: два сына и дочь. Узнав о гибели друга, Илья Байков — единственный крепостной Лукина, отпущенный им на волю и ставший личным кучером императора — рассказал об этом Александру I. Тот не оставил без внимания семью погибшего товарища своего кучера. Вдове Лукина была назначена персональная пенсия, а его сыновей Николая и Константина приняли без оплаты в Пажеский корпус, откуда они вышли офицерами.
Константин Лукин привлекался Следственной комиссией по делу декабристов в 1825 году, но был оправдан. Участвовал в подавлении польского восстания, был награждён золотой шпагой за храбрость. В сражении у села Милосне у Вавра был смертельно ранен и скончался 23 февраля 1831 года.

## Русский Геркулес
Лукин обладал необычайной силой. О его силе и способностях ходили легенды, причём не только в России, но и Англии, где стоял его корабль, и не раз удавалось продемонстрировать способности. Он сгибал кочерги на память о своём посещении, ломал серебряные рубли в руке. Он легко ломал подковы, мог удержать пудовое пушечное ядро на вытянутой руке, одной рукой отрывал от палубы пушку весом в 7-8 пудов, одним пальцем вдавливал гвозди в борт корабля.
Некоторые его деяния были столь необычны, что обрастали легендами и преувеличениями ещё при жизни Лукина. 

## Память
Писатель Валентин Пикуль посвятил Д. А. Лукину и И. И. Байкову историческую миниатюру «Двое из одной деревни».